# Wereldbodemmuseum

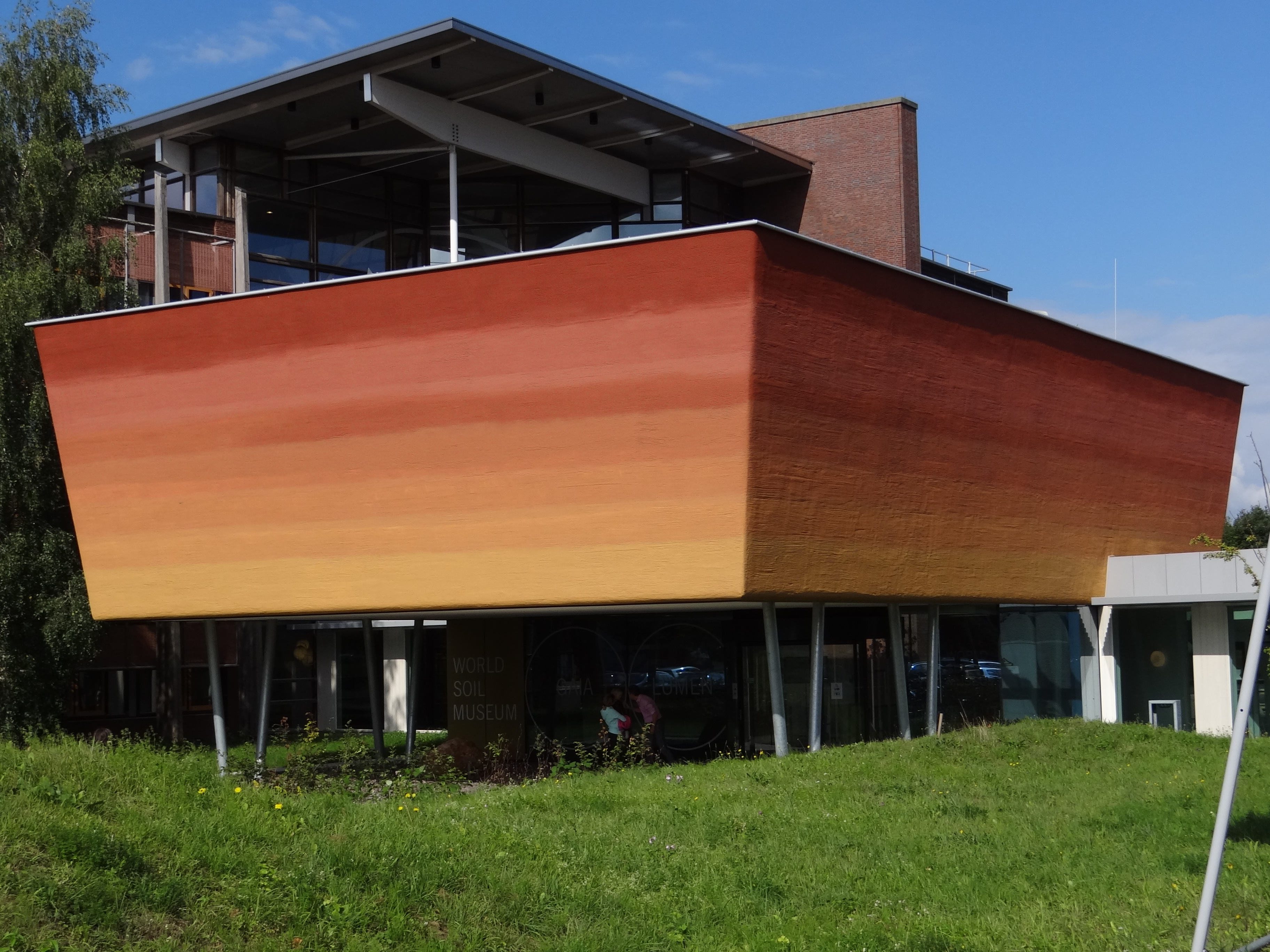
Het Wereldbodemmuseum op de campus van Wageningen University

Het Wereldbodemmuseum (Engels: World Soil Museum) is een museum in Wageningen, Nederland waar verschillende bodemtypes van de wereld worden tentoongesteld. Het museum is een onderdeel van het International Soil Reference and Information Centre (ISRIC) en bevindt zich op de campus van Wageningen University and Research Centre.

## Geschiedenis
De VN organisaties FAO en UNESCO zijn met de Internationale Bodemkundige Vereniging (ISSS) in 1961 gestart met het maken van de wereldbodemkaart. Om de verschillende bodemtypes van deze kaart te illustreren is op initiatief van de Utrechtse hoogleraar bodemkunde F.A. van Baren in 1966 het Internationaal Bodemkundig Museum (International Soil Museum, ISM) opgericht. Als referentiemateriaal en voor educatieve doelen hebben het ISM (en opvolger ISRIC) in de loop der jaren ruim duizend bodemmonolieten, speciaal geprepareerde ongestoorde bodemprofielen, uit meer dan 80 landen verzameld. Bij het museum kwam ook een laboratorium voor de chemische- en micromorfologische analyse van grondmonsters.
Het museum bevindt zich aanvankelijk bij de vakgroep bodemkunde en geologie van de Rijksuniversiteit te Utrecht. In 1977 verhuist het ISM naar een nieuw gebouw naast de vakgroep bodemkunde van de Landbouwhogeschool Wageningen.
In 2014 is een geheel nieuw museum geopend op het campusterrein van de Wageningse Universiteit, ontworpen door EGM architecten uit Dordrecht.

## Collectie
In de tentoonstellingsruimte van het Wereldbodemmuseum is een selectie van 80 bodemmonolieten tentoongesteld. Deze geven een inzicht hoe de verschillende bodemvormende factoren (moedermateriaal, topografie, flora en fauna, klimaat, tijd en de mens) leiden tot een grote variatie in bodems wereldwijd. Dit wordt ondersteund door gedetailleerde profielbeschrijvingen, chemische en fysische kenmerken, informatie over landschap en landgebruik. Ook zijn (digitaal) bodemkaarten te raadplegen. De bodems van Nederland zijn in een speciale hoek van het museum te zien.
Het overige deel van de uitgebreide collectie kan via de site van het museum worden geraadpleegd.